# Staatskanzlei Rheinland-Pfalz

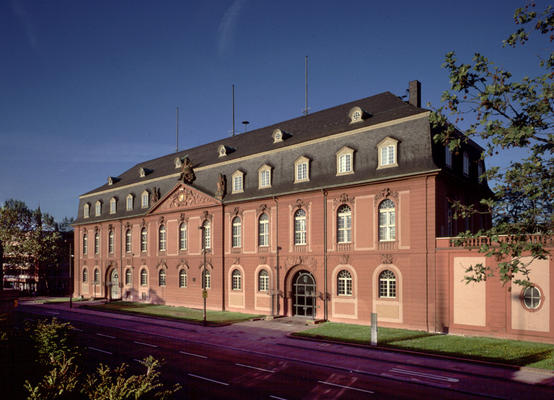
Staatskanzlei Rheinland-Pfalz

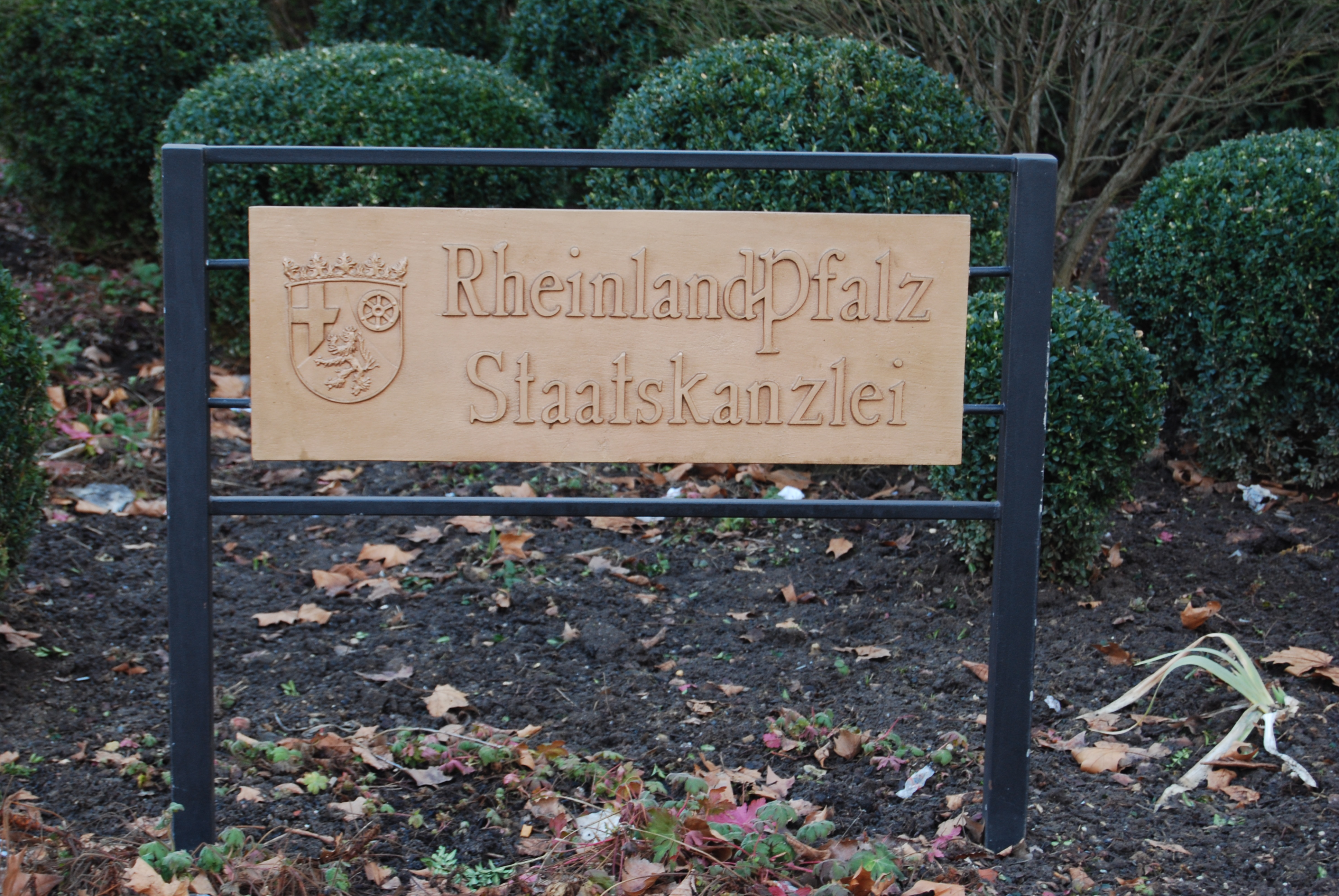
Schild vor der Staatskanzlei (2010)

Die Staatskanzlei Rheinland-Pfalz (kurz: Stk) ist eine oberste Landesbehörde mit Sitz in der Landeshauptstadt Mainz. Sie ist mit den neun Ministerien der Landesregierung von Rheinland-Pfalz unterstellt. Die Kanzlei unterhält ständigen Kontakt mit den Ministerien und mit anderen Landesbehörden, sodass sie die Ministerpräsidentin bzw. den Ministerpräsidenten jederzeit über deren Arbeit informieren kann.

## Aufgaben
Der Ministerpräsident bestimmt die Richtlinien der Politik und leitet die Geschäfte der rheinland-pfälzischen Landesregierung. Zur Erfüllung seiner Aufgaben steht ihm die Staatskanzlei zur Verfügung, die vom Chef der Staatskanzlei, derzeit Fedor Ruhose (SPD), geleitet wird. Dieser hat den Rang eines Staatssekretärs und nimmt an den Sitzungen der Landesregierung teil.
Die Kanzlei bereitet die Sitzungen des Ministerrats vor, koordiniert sie und kontrolliert, ob die Beschlüsse des Ministerrats ausgeführt werden. Sie bereitet zudem die Antworten vor, die im Landtag an den Ministerrat gerichtet werden.
Sie dient der Landesregierung als Sekretariat. Ihre zahlreichen Aufgaben, ihre Nähe zum Ministerpräsidenten verleihen ihr eine zentrale Stellung im politischen Gefüge von Rheinland-Pfalz und die Funktion als „Schaltzentrale“ der Regierungspolitik des Landes.

## Gliederung der Behörde
Die Staatskanzlei gliedert sich in sechs Abteilungen.
Die Abteilung 1 (Zentralabteilung (Personal, Haushalt, Organisation, Justiziariat, Zentrale Dienste), Protokoll, Außenbeziehungen) ist zuständig für die Koordination von Organisationsfragen der Landesregierung und die Personalangelegenheiten der obersten Beamten und Angestellten.
Vom Protokoll werden Veranstaltungen des Ministerpräsidenten und der Landesregierung sowie die Staatsbesuche organisiert und die Staatshoheitsangelegenheiten betreut. Landesfeste wie der Rheinland-Pfalz-Tag und die Freiluftkonzerte werden hier vorbereitet. Das Referat für grenzüberschreitende Zusammenarbeit ist zuständig für die Partnerschaften von Rheinland-Pfalz. Zu diesen gehören die Partnerschaften mit der Region Bourgogne-Franche-Comté in Frankreich, der Woiwodschaft Opole in Polen, der Region Mittelböhmen in Tschechien, der Deutschsprachigen Gemeinschaft in Belgien, der Provinz Fujian in der Volksrepublik China, dem US-amerikanischen Bundesstaat South Carolina und der Republik Ruanda in Afrika.
2003 haben Rheinland-Pfalz und Opole mit Burgund (heute: Bourgogne-Franche-Comté) und Mittelböhmen ein 4er-Netzwerk der Regionalpartner geknüpft.
Die Abteilung 2 (Ressortkoordination, Landtag) bereitet die wöchentlichen Sitzungen des Kabinetts vor und bereitet sie nach. Die Fachreferate der Abteilung decken alle Politikbereiche der Ministerien ab und unterstützen so den Ministerpräsidenten bei der Ausübung seines Amtes.
Die Abteilung 3 (Regierungsplanung) 
Das Bürgerbüro wurde 2002 als Anlaufstelle für die Bürger eingerichtet und gehört zur Abteilung 3. Es soll eine schnelle und unbürokratische Kommunikation mit der Landesregierung ermöglichen.
Die Abteilung 4 (Medien und Digitales) ist zuständig für die Medienpolitik des Landes. Zurzeit ist Malu Dreyer Vorsitzender der Rundfunkkommission der Länder. Weitere Aufgaben sind Kontaktpflege zu den Printmedien, dem Film sowie zu Organisationen der Datenverarbeitung und der Informations- und Kommunikationstechnik.
Die Abteilung 5 (Europa) und Abteilung 6 (Bundesangelegenheiten) sind ehemalige Abteilungen der 
Vertretung des Landes Rheinland-Pfalz beim Bund und bei der Europäischen Union in Berlin. Die Vertretung des Landes setzt sich in Berlin und Brüssel für die Interessen von Rheinland-Pfalz ein. So stellt sie die Verbindung von Landespolitik zur Bundespolitik und zur Europapolitik her. Sie ist der Ministerpräsidentin direkt zugeordnet.
Im Ministerium ist zudem ein ehrenamtlicher Beauftragter der Ministerpräsidentin für die grenzüberschreitende Zusammenarbeit des Landes angesiedelt. Bis 2001 war der ehemalige Regierungssprecher und Ministerialdirektor Herbert Bermeitinger der Beauftragte. Von 2001 bis 2013 füllte Clemens Nagel dieses Amt aus. Anfang 2014 übernahm Werner Schreiner das Amt.

## Sitz

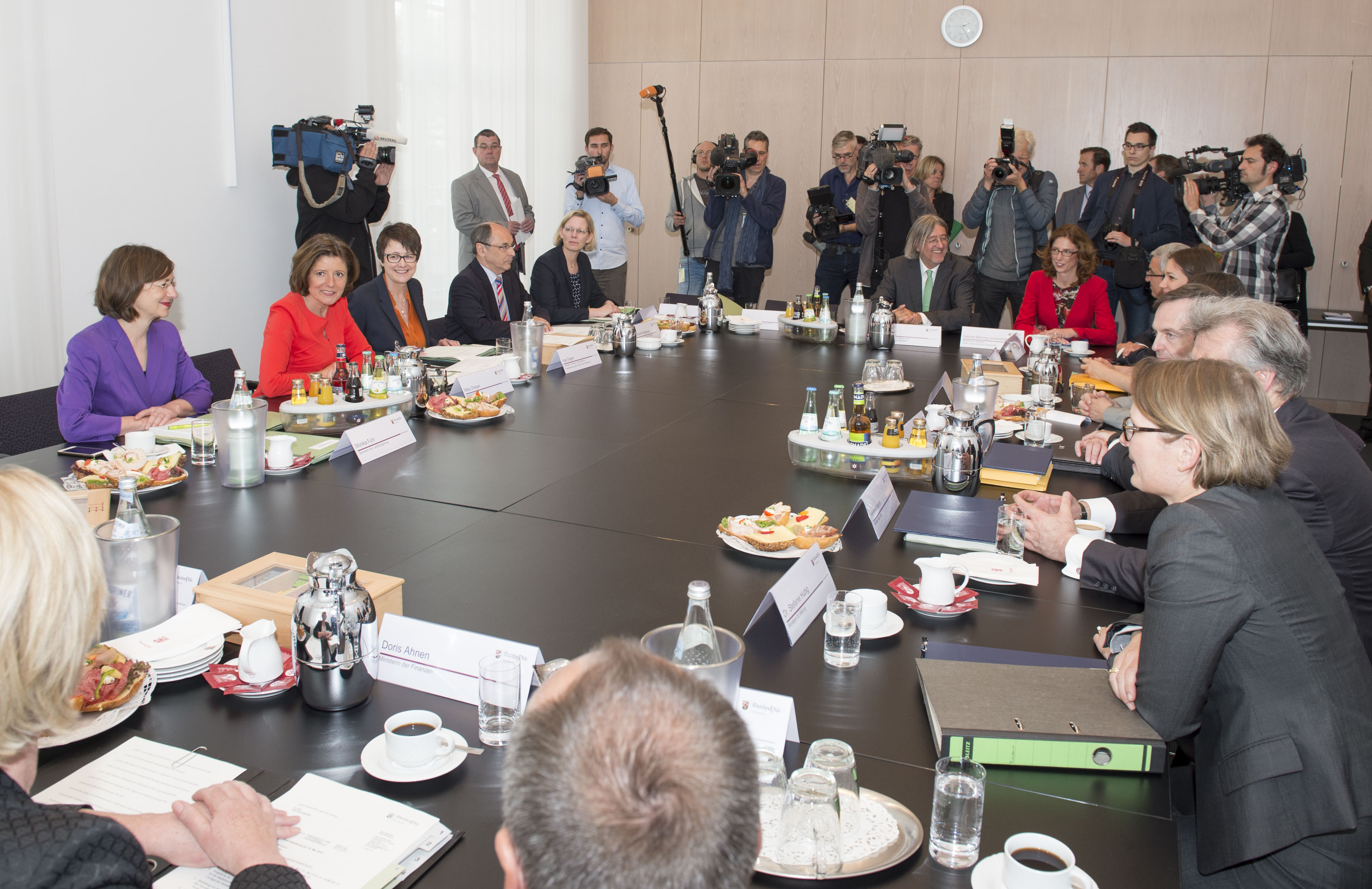
Erste Sitzung des Ministerrates Kabinett Dreyer II am 18. Mai 2016

Sitz der Staatskanzlei ist das Neue Zeughaus in Mainz. Das Haus wurde zwischen 1738 und 1740 unter Kurfürst Philipp Karl von Eltz-Kempenich als Erweiterung des alten Zeughauses (Zum Sautanz) erbaut. Im Zweiten Weltkrieg bis auf die Außenmauern zerstört, wurde es zunächst als Stresemann-Gedenkstätte wiederaufgebaut und ging danach in die Bauträgerschaft des Landes Rheinland-Pfalz über. Das Gebäude wurde dann zur Staatskanzlei unter Einschluss der Stresemann-Gedenkstätte wiederaufgebaut.